# Estación de Belém
La Estación Ferroviaria de Belém es una estación de la Línea de Cascaes de la red de convoyes suburbanos de Lisboa.

## Historia
En 1932, fue inaugurado un nuevo edificio de pasajeros, para sustituir un cobertizo temporal que había sido antes construido para ese fin. En el año siguiente, fue construido, en esta estación, un resguardo para pasajeros.